# Evan Noel
Evan Baillie Noel (ur. 23 stycznia 1879 w Londynie, zm. 22 grudnia 1928 tamże) – brytyjski zawodnik racketsa i jeu de paume, mistrz i brązowy medalista olimpijski.
W latach 1898–1902 studiował w Trinity College na Uniwersytecie Cambridge .
Jeden raz startował w igrzyskach olimpijskich. W 1908 roku w Londynie zdobył złoty medal w grze pojedynczej i brązowy w deblu (razem z Henrym Leafem). Podczas tych igrzysk startował również w jeu de paume, zajmując 5. miejsce.